# Chef d'orchestre (album)
Pour les articles homonymes, voir Chef d'orchestre (homonymie).
Albums de Heuss l'Enfoiré
En esprit
(2019) La Vie de Roni
(2024)
Chef d'orchestre est le deuxième album studio du rappeur français Heuss l'Enfoiré sorti le 30 juin 2023.

## Genèse
Le 7 juin 2023, Heuss l'Enfoiré dévoile la date de sortie de son deuxième album avec la tracklist. Il y collabore avec Ninho, Gazo, Soolking, Nyma & Wejdene. En une semaine, l'album a réalisé un score décevant de 5 366 exemplaires, soit deux fois moins que son premier album studio, En esprit.

## Liste des titres
| Édition standard | Édition standard                      | Édition standard    | Édition standard | Édition standard | Édition standard | Édition standard | Édition standard | Édition standard | Édition standard |
| No               | Titre                                 | Compositeur(s)      | Durée            |                  |                  |                  |                  |                  |                  |
| ---------------- | ------------------------------------- | ------------------- | ---------------- | ---------------- | ---------------- | ---------------- | ---------------- | ---------------- | ---------------- |
| 1.               | Intro                                 | Voluptyk            | 2:05             |                  |                  |                  |                  |                  |                  |
| 2.               | Balavoine                             | Zeg P               | 2:44             |                  |                  |                  |                  |                  |                  |
| 3.               | Cités de France (feat. Ninho & Zeg-P) | Zeg P               | 3:09             |                  |                  |                  |                  |                  |                  |
| 4.               | Combien de fois                       | Yasser Beats        | 2:18             |                  |                  |                  |                  |                  |                  |
| 5.               | Bob Marley                            | Franguy             | 2:22             |                  |                  |                  |                  |                  |                  |
| 6.               | Saiyan (feat. Gazo)                   | Zeg P               | 3:09             |                  |                  |                  |                  |                  |                  |
| 7.               | Get 27                                | Zeg P               | 2:31             |                  |                  |                  |                  |                  |                  |
| 8.               | Santafe (feat. Soolking & Nyma)       | En'Zoo              | 2:23             |                  |                  |                  |                  |                  |                  |
| 9.               | 45 0 37                               | DIIAS               | 2:34             |                  |                  |                  |                  |                  |                  |
| 10.              | Heuslaga                              | Bad'm               | 2:09             |                  |                  |                  |                  |                  |                  |
| 11.              | BX Land 7                             | Tarik Azzouz, LENYZ | 2:22             |                  |                  |                  |                  |                  |                  |
| 12.              | L'enflure                             | Kikow, Zeg P        | 3:47             |                  |                  |                  |                  |                  |                  |
| 13.              | Train de vie (feat. Wejdene)          | Zeg P, Seezy        | 2:31             |                  |                  |                  |                  |                  |                  |
| 14.              | Spiderman                             | Zeg P               | 2:48             |                  |                  |                  |                  |                  |                  |
| 36:52            |                                       |                     |                  |                  |                  |                  |                  |                  |                  |

| Bonus | Bonus                         | Bonus          | Bonus | Bonus | Bonus | Bonus | Bonus | Bonus | Bonus |
| No    | Titre                         | Compositeur(s) | Durée |       |       |       |       |       |       |
| ----- | ----------------------------- | -------------- | ----- | ----- | ----- | ----- | ----- | ----- | ----- |
| 15.   | Localisé (feat. Gims)         | Maximum Beats  | 2:51  |       |       |       |       |       |       |
| 16.   | La Marseillaise (feat. Ninho) | Zeg P          | 3:17  |       |       |       |       |       |       |
| 6:08  |                               |                |       |       |       |       |       |       |       |

## Titres certifiés en France
- La Marseillaise (feat. Ninho) Platine[3]
- Saiyan (feat. Gazo)  Diamant[4]

## Clips vidéos
- La Marseillaise (feat. Ninho) : 4 novembre 2022
- Get 27 : 12 mai 2023
- Saiyan (feat. Gazo) : 2 juin 2023
- Localisé (feat. Gims) : 28 juillet 2023

## Classements

### Classements hebdomadaires
| Classements (2023)           | Meilleure position |
| ---------------------------- | ------------------ |
| France (SNEP)                | 3                  |
| Belgique (Wallonie Ultratop) | 42                 |